# Rantzau
För andra betydelser, se Rantzau (olika betydelser).
Rantzau är en stor holsteinsk adelssläkt, känd sedan 1200-talet.
En av ättens mer namnkunniga personer var generalen Daniel Rantzau, som bland annat organiserade Rantzaus räd under vintern 1567–1568. Han var sonson till en brylling till Johan Rantzau.

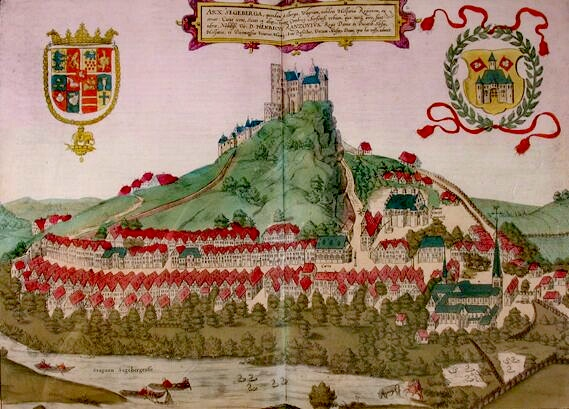
Målningen Arx Segeberga, från Civitates orbis terrarum av Braun und Hogenberg, Köln 1588. Snett ner till höger om berget ses Heinrich Rantzaus uppförda stadspalats.

Johan Rantzaus son Henrik Rantzau (1526-1598) var danska kungens ståthållare i hertigdömena Schleswig och Holstein. 1554 gifte han sig med Christine von Halle, vilken sägs ha medfört en hemgift av 4 000 kg guld, som utgjorde grunden för Rantaus omfattande och vinstinbringande kreditutlåning,
Deras äldsta son Frants Rantzau (1604–1632) stupade i slaget vid Kölleryd mellan den 21 och 22 februari 1612 under  Kalmarkriget (1611-1613).  En av Frants söner, Henrik Rantzau, var danskt rikråd. En av ståthållaren Henrik Rantzaus yngre söner, Gert Rantzau (1558-1627),  efterträdde sin far som ståthållare och utmärkte sig under Kalmarkriget. Efter det danska nederlaget mot den katolska kejsaren vid Lutter am Barenberge (1626) fick han befälet över den danska armén. Han dog året därpå innan trettioåriga kriget kom till Schleswig-Holstein.
Överståthållaren i Köpenhamn Christian Rantzau (1614–1663) var tysk riksgreve år 1650.
Christian Rantzaus son Ditlev Rantzau (1644–1697) var ståthållaren i Schleswig-Holstein. Han blev 1671 dansk greve. Grevskapet Rantzau i södra Holstein drogs in sedan Ditlev Rantazus son Christian Ditlev Rantzau (1670–1721) blivit mördad.
Christian Rantzau hade en syssling, den franske marskalken Josias Rantzau (1609–1650).
Ditlev Rantzau hade en syssling, som var kammarherre, tillika envoyé i Paris; han hette Otto Rantzau (1632–1719) och blev dansk greve 1671.
En kusin till Otto Rantzau var far till Jörgen Rantzau (död 1713), vilken var anförare för den danska armén i slaget vid Helsingborg 1710.
En bror till Johan Rantzaus farfars farfar blev anfader för de släktmedlemmar som blev riksgrevar 1651, 1727 och 1728.
Bland ättlingarna till dem fanns Schack Rantzau (1717–1789), som år 1772 var ledaren för sammansvärjningen mot Johann Friedrich Struensee (1737–1772).
En annan ättling var Schack Rantzaus avlägsne släkting gehejmestatsministern Conrad Rantzau (1773–1845).
Ätterna von Halle och Rantzaus vapen ingår idag i tredje och fjärde fältet av den svenska ätten Reventlows kvadrerade vapen.